# Estádio José Alvalade
El Estádio José Alvalade (en español: Estadio José Alvalade) es un estadio de fútbol ubicado en Lisboa, Portugal. Es propiedad del club Sporting Clube de Portugal, que disputa en él sus partidos como local.

## Historia
El estadio, con capacidad para 50.095 espectadores e inaugurado el 6 de agosto de 2003, se encuentra situado en el centro de un complejo deportivo y de ocio denominado Alvalade XXI. remplazando al adyacente antiguo estadio Alvalade. Es el segundo estadio con mayor capacidad de Portugal tras el Estádio da Luz (65.592 localidades) y está catalogado por la UEFA como de élite (categoría 4), lo que le permite albergar finales europeas, como la Final de la Copa UEFA de 2005.
El nombre del estadio es en honor a José Alvalade, uno de los fundadores del club.

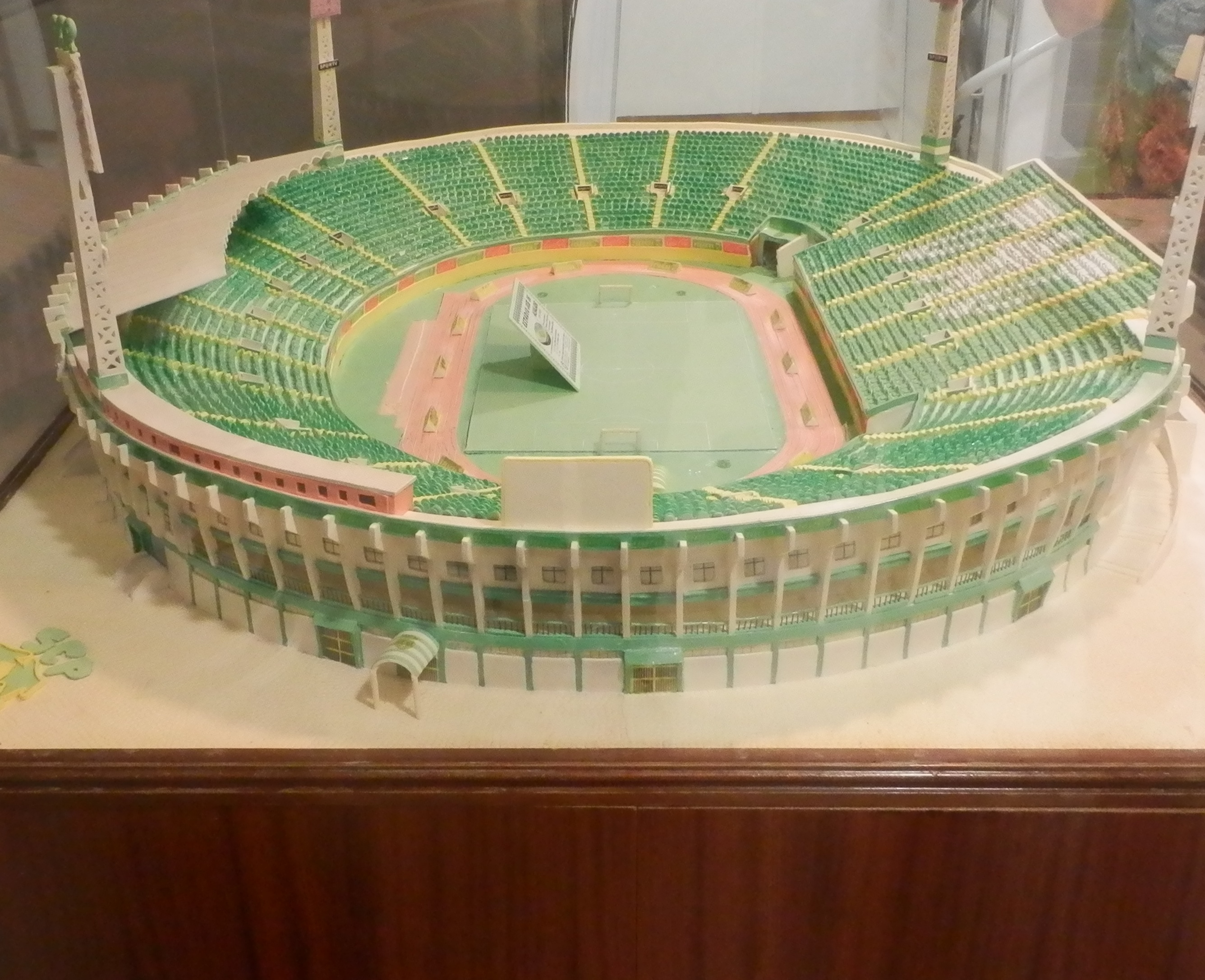
Maqueta del antiguo estadio, demolido en 2003.
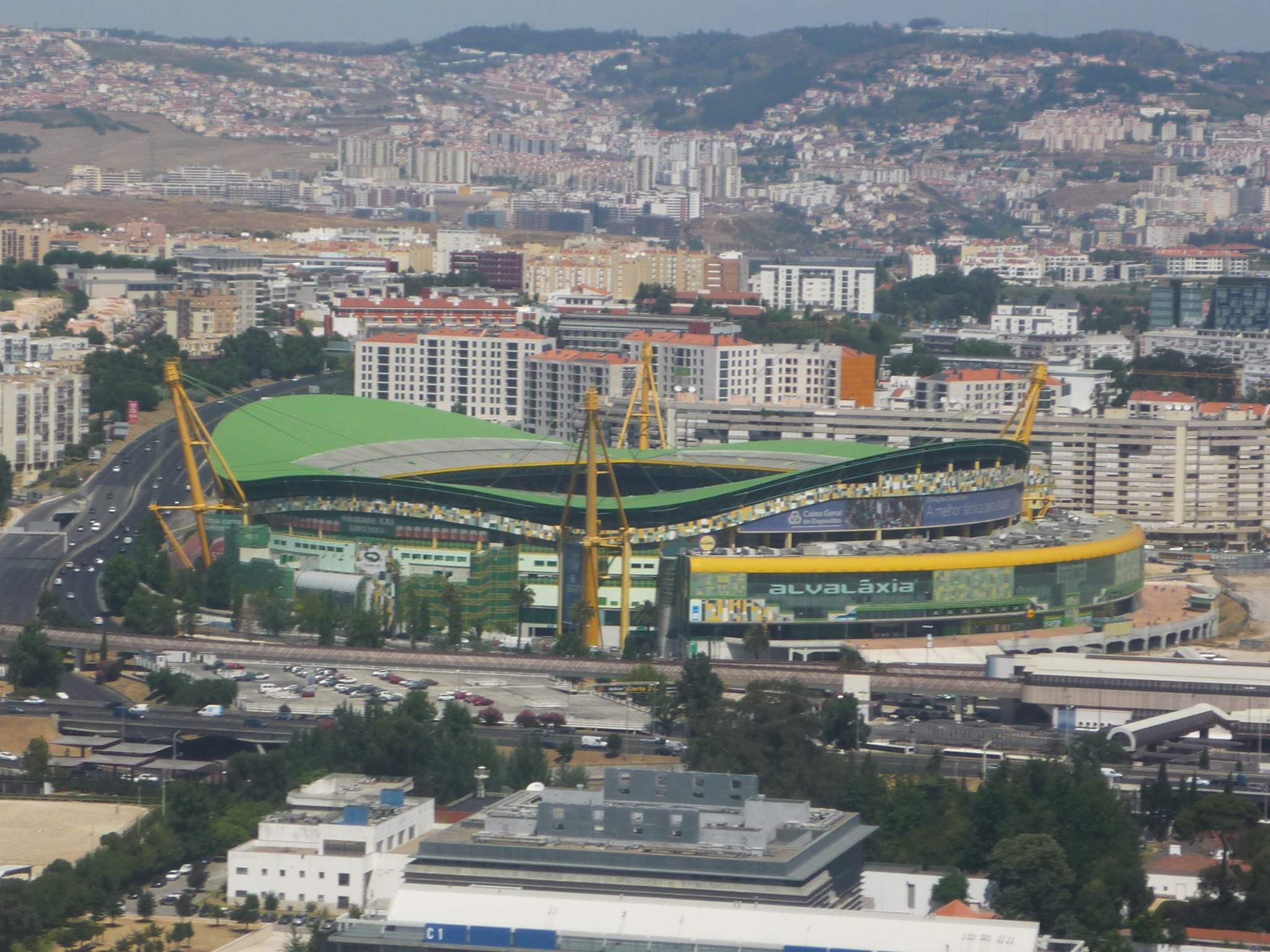
El estadio actual por fuera.
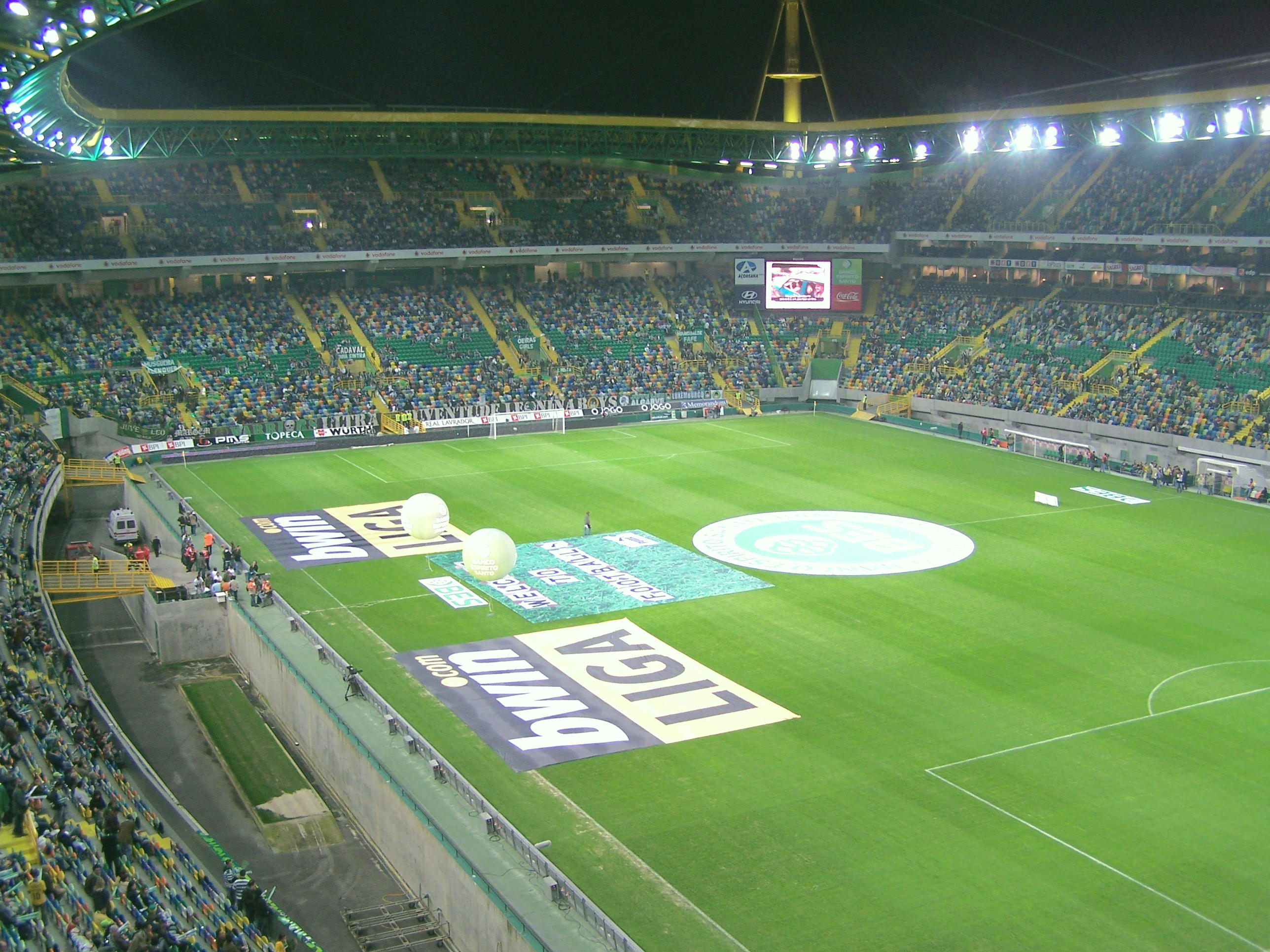
El estadio actual por dentro, en la previa de un encuentro de la Primeira Liga.

## Eventos disputados

### Eurocopa 2004
- El estadio albergó cinco partidos de la Eurocopa 2004.
| Fecha               | Selección #1 | Resultado | Selección #2    | Ronda                | Espectadores |
| ------------------- | ------------ | --------- | --------------- | -------------------- | ------------ |
| 14 de junio de 2004 | Suecia       | 5 - 0     | Bulgaria        | Primera fase Grupo C | 31 652       |
| 20 de junio de 2004 | España       | 0 - 1     | Portugal        | Primera fase Grupo A | 47 491       |
| 23 de junio de 2004 | Alemania     | 1 - 2     | República Checa | Primera fase Grupo D | 46 849       |
| 25 de junio de 2004 | Francia      | 0 - 1     | Grecia          | Cuartos de final     | 45 390       |
| 30 de junio de 2004 | Portugal     | 2 - 1     | Países Bajos    | Semifinales          | 46 679       |